# Jakob I. (Baden)

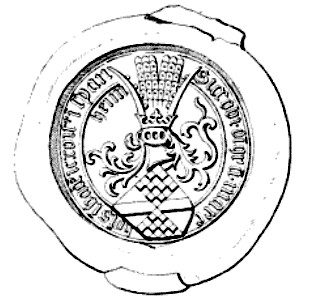
Siegel des Markgrafen Jakob I. von Baden

Markgraf Jakob I. von Baden (* 15. März 1407 in Hachberg; † 13. Oktober 1453 in Mühlburg) regierte die Markgrafschaft Baden von 1431 bis 1453.

## Leben
Jakob I. von Baden war der erstgeborene Sohn von Markgraf Bernhard I. von Baden und Anna von Oettingen. Der Vater war sehr religiös und als Kirchenstifter bekannt, daher genossen seine Kinder auch eine streng religiöse Erziehung. Er stiftete das Kloster Fremersberg und verhalf der Stiftskirche Baden-Baden zu einer höheren Bedeutung. Jakob I. war das Gegenteil seines Vaters, Enea Silvio de Piccolomini charakterisierte ihn so: "Wegen seiner Gerechtigkeit und Klugheit unter den Deutschen berühmt".
In jungen Jahren war er Verwalter der Besitzungen in Hohenberg, bis er im Alter von 24 Jahren an die Regierung Badens kam. Er war ein streitbarer Ritter, sparsamer Landesvater und als Schlichter unter den Fürsten beliebt. Beide Kaiser – Siegmund und Friedrich III. –, unter denen er diente, schätzten ihn.
Als seine Schwester Agnes im Streit um die Erbfolge, aufgrund einer Frühgeburt durch eine voreheliche unebenbürtige Beziehung mit einem Adeligen aus Baden, flüchtete, verlor der Markgraf Ansprüche in Schleswig. Er ärgerte sich darüber so sehr, dass er Agnes zeit ihres Lebens in Ebersteinburg internierte. Der Vorfall ging in die Geschichte als "Der Zwillingssturz von Gottorf" ein.
Als 1437 der Sponheimer Vertrag in Kraft trat, erhielt er Besitzungen an der Mosel. Für 30.000 Gulden kaufte er 1442, von den Nachkommen Walters von Geroldseck, die Hälfte der Herrschaft Lahr und Mahlberg.

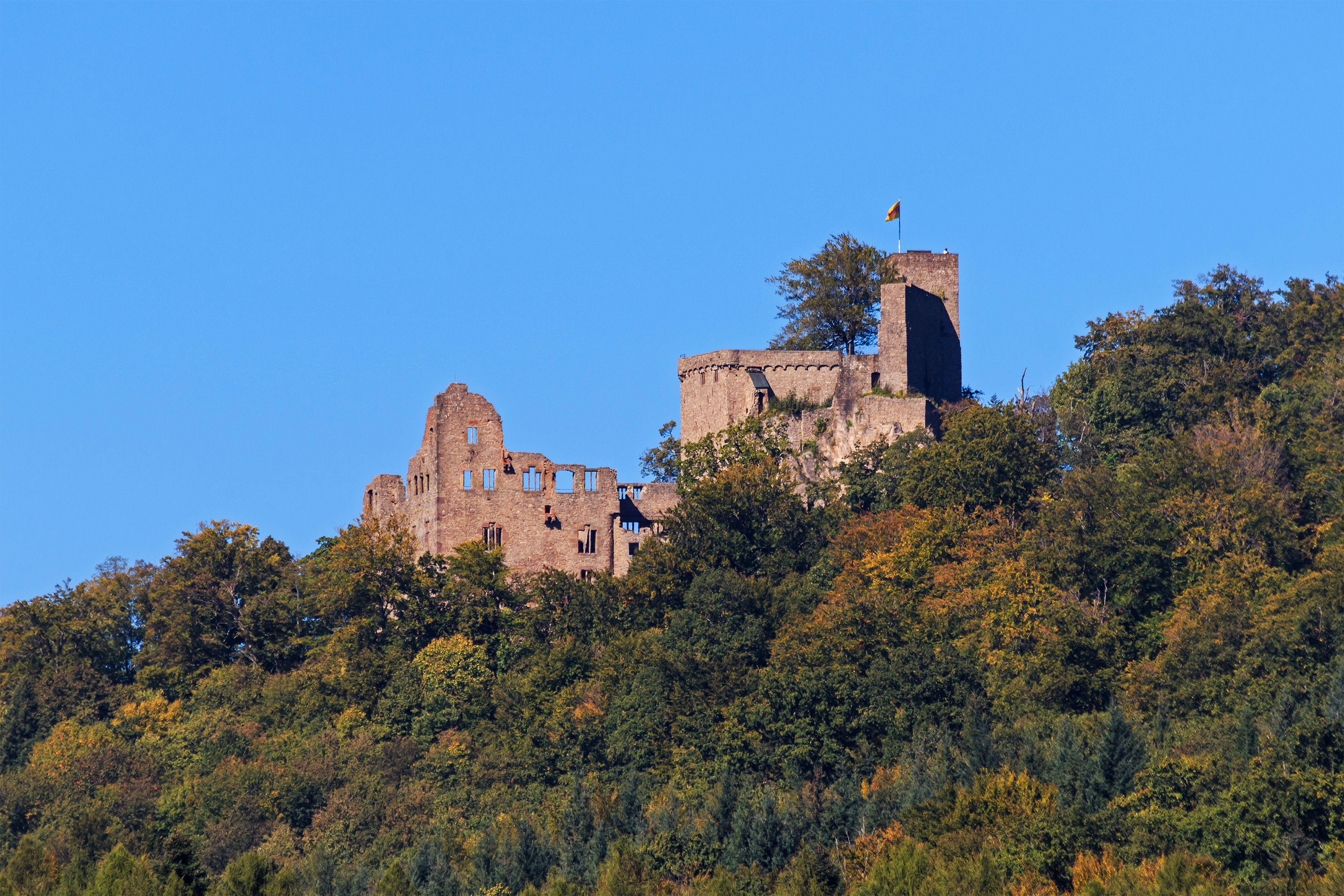
Ruine Hohenbaden

Er hatte seinen Stammsitz auf der Burg Hohenbaden hoch über den Thermalbädern der Stadt Baden-Baden. Während seiner Regierungszeit erweiterte er die Burg zum Schloss mit über 100 sehr repräsentativen Räumen. Die erhaltene Ruine kann heute besichtigt werden.

## Ehe und Nachkommen
Er heiratete am 25. Juli 1422 Katharina von Lothringen. Aus dieser Verbindung gingen folgende Kinder hervor:
- Karl (* 1427; † 24. Februar 1475 in Pforzheim) ⚭ 1447 in Pforzheim Katharina von Österreich
- Bernhard (* 1428 in Pforzheim; † 15. Juli 1458 in Moncalieri/Oberitalien), seliggesprochen
- Johann (* 1434; † 9. Februar 1503 in Ehrenbreitstein); Erzbischof von Trier
- Georg (* 1433; † 11. Februar 1484 in Moyen), Bischof von Metz
- Markus (* 1434; † 1. September 1478); Bischof von Lüttich
- Margarete (* 1431; † 24. Oktober 1457 in Ansbach) ⚭ 1446 in Heilsbronn Albrecht III. von Brandenburg
- Mathilde † 1485, Äbtissin in Trier

und
- Rudolf, unehelicher Sohn, Komtur der Johanniterkommende Überlingen